# 无政府主义烹饪手册
《无政府主义烹饪手册》，又译《无政府主义手册》、《无政府主义食谱》、《无政府主义菜谱》，是一本指导制造爆炸物、简易电信飞客设备以及相关武器的说明书，同时还包括家中合成非法精神药物（如LSD）的详细指导。该书由威廉·鲍威尔（William Powell）在美国反文化运动的巅峰时期撰写，1971年首次出版，旨在抗议美国政府介入越南战争。鲍威尔本人于1976年皈依圣公宗，之后多次试图阻止该书在市面上流传。然而，该书版权归出版社所有，出版社发行依旧，直至公司在1991年被收购。时至今日，该书的合法性在各国司法管辖区内一直备受争议。

## 历史

### 成书
《无政府主义烹饪手册》是威廉·鲍威尔少年时期的作品，1971年首次出版，当时正值美国反文化运动的巅峰时期。鲍威尔撰写此书的初衷，是抗议美国政府介入越南战争。鲍威尔在纽约居住期间，曾与越战老兵接触，这些经历给了他灵感。当时，1960年代的和平主义运动开始呈现出更加激进和暴力的趋势。鲍威尔原本计划成为一名作家，但在被征召入伍参与越南战争后，他决定投身政治，由此萌生出撰写「配方」的念头，随后将这些配方汇编成一部「烹饪手册」。鲍威尔最初的设想是在纽约城内张贴教学传单，内容包括如何正确投掷燃烧瓶、如何制备LSD。这些「配方」最终被编纂成书。从1968年到1970年，鲍威尔在纽约公共图书馆遍阅了「美军作战书架」的资料，包括《童军手册》等主流出版物，以及阿比·霍夫曼所著《去你妈的体制》等无政府主义文献。所纂初稿于1970年寄付出版商莱尔·斯图尔特。
鲍威尔表示，编纂《无政府主义烹饪手册》的初衷，是向美国社会「沉默的大多数」提供教育。他强调，这本书并非是面向当时社会上的边缘性政治组织，而是意图激发广大民众掀起社会大变革的浪潮。此书的最终目标，是通过向普通民众传授，使其拥有自发组织的能力与相关技能，从而对抗法西斯主义、资本主义和共产主义的威胁。鲍威尔曾指出：「这本书的核心思想是：暴力作为一种实现政治变革的手段，是可以接受的。」不过，他后来又否定了这一观点。

### 自悔少作
在少年时代写下这本书后，鲍威尔于1976年皈依圣公会，之后曾多次试图阻止该书在市面上流传。1979年，鲍威尔离开美国，游历中东、非洲以及亚洲部分地区，并在多所美国资助的国际学校担任教职。在此期间，他开始专心于教育学与冲突解决领域的写作。这促使他彻底否定自己早年的著作，进而积极推动此书的下架。然而，由于该书的版权已授予出版商莱尔·斯图尔特，鲍威尔在法律上无力阻止其继续出版，后续获得该书版权的出版社也一直没有停止印行。鲍威尔在2013年公开发表声明，明确表示与《无政府主义烹饪手册》划清界限，呼吁该书应当「迅速且悄然地停止出版」 。
终其一生，鲍威尔都难以找到工作。他曾形容这本书为「年少轻狂的浮漫之举，会在一个人的早年乃至更长时间内如影随形地造成困扰」。2011年，鲍威尔与妻子小熊·库苏玛-鲍威尔（Ochan Kusuma-Powell）共同创办了名为「下一前沿：包容」的非营利组织，服务于发育迟缓和学习障碍的儿童。他将此举视作一种自赎。2016年7月11日，威廉·鲍威尔因心脏骤停离世
。

### 出版情况
鲍威尔最初将手稿寄给了30多家出版社，最终由莱尔·斯图尔特买下该书及其版权。鲍威尔从这本书中获得了约3.5万美元的版税收入，直到他于1976年与出版社分道扬镳。尽管鲍威尔多次抗议此书的持续出版，但《无政府主义烹饪手册》的版权从未属于过他本人，而是归莱尔·斯图尔特公司所有。斯图尔特之所以同意出版此书，是为了捍卫言论自由与出版自由，对抗中央情报局和联邦调查局，后两者企图获取一份「阅读过颠覆性书籍的人员」的名单。斯图尔特一直出版此书，直至公司于1991年被史蒂文·施拉吉斯（Steven Schragis）收购。施拉吉斯决定停止出版此书，这是他公司所出版的2000馀本书籍中唯一决定停印的一部。施拉吉斯表示，出版商对公众负有责任，而这本书没有任何积极的社会价值，因此没有理由继续印行。2002年，《无政府主义烹饪手册》的版权被阿肯色州的Delta出版社（又名欧扎克出版社）买下。该出版社专门出版争议性书籍，《无政府主义烹饪手册》成为了他们「最受欢迎的书」。截至2016年，该书累计销量已超过两百万册。

## 内容概要

### 前言
《无政府主义烹饪手册》开篇为「前言」部分，详细叙述了作者撰写此书的初衷。当时，鲍威尔认为美国正逐步滑向共产主义，因此有必要编写一本书，指导人们如何抵抗革命。他认为应当「将美国带回两百年前的状态」，认为自己的革命理念更多是一种「反动行为」，而非主动进攻。鲍威尔在前言中阐述了他对本书的设想，即通过教育与鼓动公众，引导他们在本国发起切实的变革。他明确表示，本书的目标读者是「沉默的大多数」普通民众，并非是如分钟人或气象员一般的边缘性政治组织。鲍威尔设想，美国人民应当反抗具有压迫性质的资本主义意识形态，并在一定程度上抵御法西斯主义和共产主义。

### 正文
鲍威尔在书中首先探讨了无政府主义及其理论。在他看来，无政府状态是一种由人民发起的大规模起义，类似于公民抗命的暴力形式。鲍威尔认为，无政府状态是人类的自然状态，因而在人性的驱使下，人们天然地怀揣着无政府主义倾向。鲍威尔相信，当前的政治、艺术、音乐和教育形式都蕴含着无政府主义的基本原则，因此他将无政府主义等同于个人主义。正是这种理念支撑起了鲍威尔的论述框架——他认为当时美国的政治局势以及越战的爆发严重侵蚀了人们的价值观，因此他撰写本书的出发点，是为了捍卫他心目中基于尊严与自由的人性革命。在导言的结尾，鲍威尔警告读者：如若使用不当，本书的「配方」可能会酿成致命后果。全书各章节内容涵盖了肉搏、爆炸物制作、陷阱与诡雷、毒品合成、催泪瓦斯、破坏与爆破技术、监控技术、自制武器，以及其他与无政府主义相关的主题。

## 反响

### 法律审查
在《无政府主义烹饪手册》出版之初，美国联邦调查局的一份备忘录曾将其描述为「最粗糙、低俗、妄想症式的写作尝试之一」。此书曾被美国司法部、白宫、联邦调查局，以及尼克松总统的法律顾问约翰·迪恩和联邦调查局副局长马克·费尔特等部门和官员审查。联邦调查局虽然对该书内容表示担忧，但最终认定它是通过大众媒体出版，因而无法加以限制。此外，联邦调查局裁定，《无政府主义烹饪手册》并未煽动「对美国任何法律的武力抵抗」，因此该书的出版属于言论自由，受美国宪法第一修正案的保护。尽管书中大量内容被认定为「不准确」，联邦调查局仍指出，其中有关爆炸物的章节「在许多方面看来是准确的」。自该书问世以来，联邦调查局一直保存着相关记录，并于2010年公开了大部分调查档案。

### 无政府主义群体的回应
无政府主义团体CrimethInc.后来针对性地出版了著作《灾难的配方：一部无政府主义烹饪手册》（Recipes for Disaster: An Anarchist Cookbook），明确否定了鲍威尔原作的价值与合法性。他们指出：「这本《烹饪手册》既不是由无政府主义者撰写，也不是出自无政府主义实践；既无意促进自由与自治，也无意挑战专制压迫——甚至几乎算不上『烹饪手册』，因为其中大多数配方都不可靠，已是臭名昭著。」

## 媒体曝光

### 互联网 / 媒体传播
自1990年代初以来，《无政府主义烹饪手册》的内容在互联网上被广泛复制与传播，最初以文本文档的形式通过由学术机构托管的Usenet与FTP站点发布。自1990年代中期网络浏览器兴起以来，该书的内容便持续以各种形式在互联网上流传。其称谓在传播过程中略有不同，如由「Anarchist Cookbook」改写为「Anarchy Cookbook」，而所涵盖的主题在之后的数十年间也得到了极大程度的扩展。网上许多版本的署名都是匿名的「海盗旗」（The Jolly Roger）。
随着互联网在90年代中期的普及，人们对该书的了解度以及该书线上版本的复制量也日益增长。各大报纸刊登了一系列报道，讲述该书如何容易获取，以及它可能对恐怖分子、犯罪分子和好奇的青少年所产生的影响。

### 影视作品
该书成为2002年浪漫喜剧片《无政府主义烹饪手册》的核心元素之一。关于该书出版所引发的争议，以及作者后来对其内容的否定，是查理·西斯克尔（Charlie Siskel）2016年所执导纪录片《美国无政府主义者》的主题。在影片中，鲍威尔详细地讲述了他对这本书的反思以及它对自己人生所造成的影响。该纪录片进一步探讨了责任这个主题，以及个人行为所带来的可能后果。鲍威尔于2016年去世，此事媒体鲜有报道，直至《美国无政府主义者》在他去世几个月后上映，才引起公众广泛关注。

## 合法性

### 英国
在英国，无正当理由地持有《无政府主义烹饪手册》是刑事犯罪，可根据《2000年反恐怖主义法令》第58条予以起诉。已有多起涉及该书的案件被成功定罪。

### 涉及该书的相關事件
1973年，美国俄勒冈州波特兰市的两所征兵中心遭到反战分子的炸弹袭击，其中一名共谋者是学者兼书商弗兰克·斯特恩斯·吉斯（Frank Stearns Giese）。法庭声称《无政府主义烹饪手册》是该组织的藏书之一。
1976年，美国警方将大中央总站爆炸案与环球航空355号班机劫机事件联系起来，追踪到了一批来自克罗地亚的激进分子，他们以《无政府主义烹饪手册》为指导。
1981年，波多黎各反抗分子据称使用该书中的指导炸毁了联邦调查局的一间总部，另一名罪犯托马斯·斯平克斯（Thomas Spinks）在炸毁10家堕胎诊所的过程中也参考了该书内容。
2002年，加拿大政府允许该书从美国进口。加拿大海关与税务局裁定该书不违反仇恨或淫秽相关的法律，从而解除了此前的禁令。
2005年，伦敦七七爆炸案嫌犯与该书有关。
2007年，英国一名17岁少年因持有该书被捕，并依照《2000年反恐怖主義法令》被当局起诉。2008年10月，该少年被宣判无罪，他辩称自己只是「开玩笑」，只是想研究烟火和烟雾弹。
2010年，英国达勒姆郡居民伊恩·戴维森与其儿子因制造蓖麻毒蛋白，被依《2000年反恐怖主義法令》判刑。当局注意到他们持有《无政府主义烹饪手册》，并且该书极易购得。这起事件促使一位伦敦法官与警方呼吁全面禁止该书在英国的出版发行。
2012年，美国科罗拉多州奥罗拉枪击事件的凶手詹姆斯·伊根·霍尔姆斯被发现持有本书。
2013年，美国社会再次呼吁禁止此书，理由是其与阿拉帕霍高中枪击案（凶手卡尔·皮尔森）以及圣莫尼卡枪击案有关。
2015年，美国参议员黛安娜·范斯坦敦促当局将该书从在线数据库中移除。
2016年，澳大利亚分级委员会拒绝为该书分级，相当于禁止该书在本国出版。2016年10月31日，该书再度被列为「RC」级禁书（Refused Classification）。
2017年，英国27岁男子约书亚·沃克（Joshua Walker）因单独持有该书而被起诉，但最终被判无罪。
2018年，中华人民共和国广西壮族自治区钦州市一居民，因在境外网站下载该书，翻译、改编并传播该书内容，而被钦州市钦北区人民检察院以涉嫌宣扬恐怖主义、极端主义罪提起公诉。
2021年，剑桥大学数学系毕业生奥利弗·贝尔（Oliver Bel）因持有该书，被法院认定为「收集可能用于恐怖主义行为的信息」，被判处三年监禁。尽管证据表明贝尔是利用该书进行学术研究，法院仍予以定罪。
2021年，英国一名21岁学生本·约翰（Ben John）因在电脑硬盘上存储该书而被判有罪。法院初判缓刑，法官要求他「多读读经典文学作品，例如《傲慢与偏见》」。不过，该判决后来被上诉法院裁定为非法，最终约翰被判处三年徒刑，其中两年监禁、一年假释。

## 延伸阅读
- Larabee, Ann. . New York: Oxford University Press. 2015. ISBN 978-0-19-020117-3. OCLC 927145132.
- Thompson, Gabriel. . Harper's. 2015-02-27. （原始内容存档于2015-03-03）.